# Eishockey-Oberliga (Österreich) 2006/07
Die Saison 2006/07 der österreichischen Eishockey-Oberliga wurde mit sechs Mannschaften ausgetragen. Titelverteidiger war der UEC "The Dragons" Mödling, der seine Meisterschaft auch in dieser Saison behaupten konnte.

## Modus und Neuerungen
Zu den vier Vereinen des Vorjahres kamen der ATSV "Vorwärts" Steyr und die Eishockeysektion des ATUS Weiz. Der Grunddurchgang wurde als doppelte Hin- und Rückrunde ausgespielt, nach der Hälfte der Meisterschaft wurden die Punkte halbiert. Die besten vier Mannschaften qualifizierten sich für das Playoff, Halbfinale und Finale wurden im Best of three-Modus ausgetragen. Die Meisterschaft begann am 21. Oktober 2006.
Erstmals wurden in dieser Saison von den Punktrichtern die Torschüsse gezählt, um wie in den beiden oberen Ligen die Fangquote der Torhüter ermitteln zu können. Da dies jedoch nicht von Anfang an konsequent durchgeführt wurde, ist die entsprechende Statistik für diese Saison unvollständig.

## Teilnehmende Mannschaften
- UEC "The Dragons" Mödling
- EV Leobner Eisbären
- Junior Capitals
- Hockeyclub „Die 48er“
- ATSV "Vorwärts" Steyr / EHC Linz
- ATUS Weiz Bulls

## Grunddurchgang

### Tabelle nach dem Grunddurchgang
| Platz | Team                      | Spiele | Siege | Niederlagen (nach Verl.) | Tordifferenz | Punkte |
| ----- | ------------------------- | ------ | ----- | ------------------------ | ------------ | ------ |
| 1     | UEC "The Dragons" Mödling | 20     | 18    | 0 (2)                    | 180:48       | 29     |
| 2     | Hockeyclub „Die 48er“     | 20     | 14    | 4 (2)                    | 146:73       | 23     |
| 3     | EV Leobner Eisbären       | 20     | 13    | 6 (1)                    | 114:78       | 19     |
| 4     | Junior Capitals           | 20     | 8     | 11 (1)                   | 71:88        | 13     |
| 5     | ATUS Weiz Bulls           | 20     | 5     | 15 (0)                   | 102:146      | 9      |
| 6     | ATSV Steyr                | 20     | 2     | 18 (0)                   | 50:230       | 3      |

## Playoffs

### Playoff-Baum
|  | Halbfinale | Halbfinale       | Halbfinale |  |  | Finale | Finale      | Finale |
|  |            |                  |            |  |  |        |             |        |
|  |            |                  |            |  |  |        |             |        |
|  | 1          | UEC Mödling      | 2          |  |  |        |             |        |
|  | 4          | Junior Capitals  | 0          |  |  |        |             |        |
|  |            |                  |            |  |  | 1      | UEC Mödling | 2      |
|  |            |                  |            |  |  | 2      | HC Die 48er | 0      |
|  | 2          | HC Die 48er      | 2          |  |  |        |             |        |
|  | 3          | Leobner Eisbären | 1          |  |  |        |             |        |
|  |            |                  |            |  |  |        |             |        |

### Einzelergebnisse Halbfinale
- UEC Mödling (1) – Junior Capitals (4): 2:0 (8:2, 5:4)
- HC Die 48er (2) – Leobner Eisbären (3): 2:1 (7:2, 2:6, 5:0)

### Einzelergebnisse Finale
- UEC Mödling (1) – HC Die 48er (2): 2:0 (1:0, 5:2)

## Meisterschaftsendstand
1. UEC "The Dragons" Mödling
2. Hockeyclub „Die 48er“
3. EV Leobner Eisbären
4. Junior Capitals
5. ATUS Weiz Bulls
6. ATSV Steyr

## Kader des Oberliga-Meisters
| Oberliga-Meister UEC "The Dragons" Mödling | Torhüter: Andreas Künz, Oliver Pipek, Stefan Schwabl Verteidiger: Peter Klumpp, Norbert Havasi, Martin Mader, Thomas Lhota, Philipp Steiner, Florian Schachinger, Mario Hadwig, Angreifer: Martin Ekrt, Karol Rusznyak, Sascha Tomanek, Michael Pfleger, Stuart Altvater, Manuel Gril, Clemens Takats, Mario Schweiger, Raphael Schärf, Martin Valenta, Christoph Schwabl Cheftrainer: Ivan Beno, Martin Mader |

## Statistik
| Platz | Spieler            | Team      | GP | G  | A  | Pts | PIM |
| ----- | ------------------ | --------- | -- | -- | -- | --- | --- |
| 1     | Martin Ekrt        | Mödling   | 24 | 29 | 52 | 81  | 32  |
| 2     | Peter Javorcek     | 48er      | 21 | 31 | 42 | 73  | 141 |
| 3     | Karol Rusznyak     | Mödling   | 23 | 30 | 36 | 66  | 113 |
| 4     | Alexander Tomanek  | Mödling   | 24 | 24 | 28 | 52  | 34  |
| 5     | Michael Pfleger    | Mödling   | 21 | 15 | 32 | 47  | 87  |
| 6     | Peter Klumpp       | Mödling   | 24 | 17 | 28 | 45  | 40  |
| 7     | Günter Stockhammer | 48er      | 23 | 10 | 35 | 45  | 4   |
| 8     | David Kostelnak    | ATUS Weiz | 16 | 19 | 25 | 44  | 105 |
| 9     | Stuart Altvater    | Mödling   | 24 | 17 | 27 | 44  | 65  |
| 10    | Bernhard Austerer  | 48er      | 23 | 19 | 23 | 42  | 98  |